# Castle Loch (Machars)
Castle Loch är en sjö i Storbritannien.   Den ligger i riksdelen Skottland, i den centrala delen av landet, 500 km nordväst om huvudstaden London. Castle Loch ligger 79 meter över havet.